# 拉哈湖
37°19′S 71°18′W / 37.317°S 71.300°W

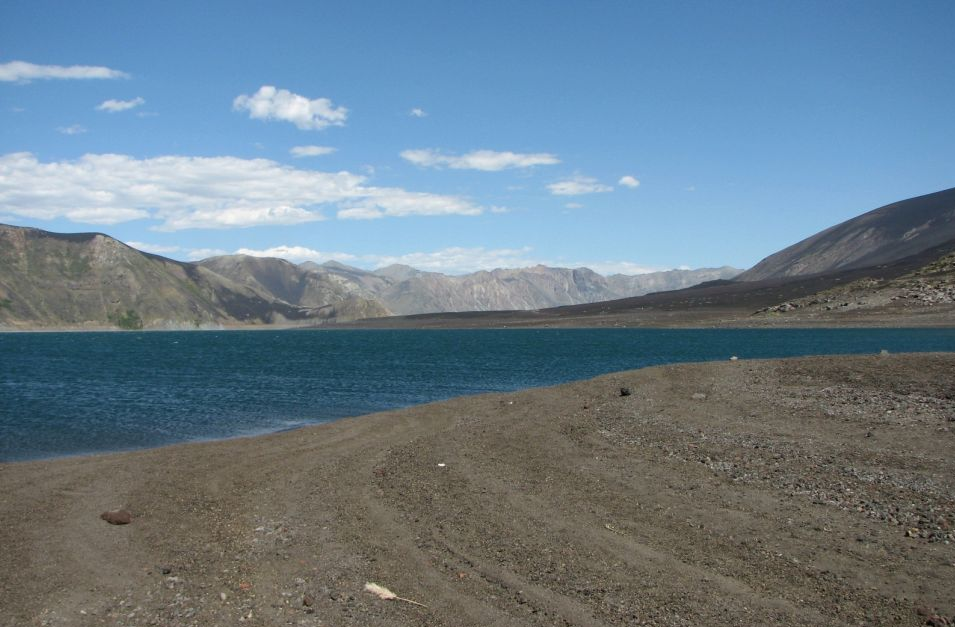

拉哈湖是智利的湖泊，位於該國中部比奧比奧大區，長32.5公里、寬10公里，面積128.1平方公里，海拔高度1,360米，集水區面積4,040平方公里，湖水經拉哈河流出。